# Pionandra elliptica
Pionandra elliptica là loài thực vật có hoa trong họ Cà. Loài này được (Vell.) Miers miêu tả khoa học đầu tiên năm 1855.